# .tc
.tc là tên miền quốc gia cấp cao nhất (ccTLD) của Quần đảo Turks và Caicos.